# Kotlina Piatich spišských plies
Kotlina Piatich spišských ples ( polsky Dolina Pięciu Stawów Spiskich německy Fünfseenkessel maďarsky Öttavi katlan tvoří horní stupeň Malé Studené doliny, nad Jezerní stěnou ve Vysokých Tatrách. Má oválný půdorys. Od začátku ve výši 2000 m n. m. stoupá po úpatí Ledového štítu, Snehového štítu a Baranich rohov do výšky asi 2300 m n. m., je 1,5 km dlouhá a asi 750 m široká. 

## Název
Pro přesnější orientaci je označována samostatným jménem podle Pěti spišských ples. 

## Polohopis
Kotlinu vytvořil ledovec. Dno kotliny tvoří typické oblé ledovcové kameny. Po ústupu ledovce v údolí zůstali ledovcové plesa. Nachází se zde nejvýše položené stále pleso ve Vysokých Tatrách Modré pleso (2192 m n. m.), nejvýše položené nestálé Baranie pliesko (2207 m n. m.) a Pět Spišských ples. Nad Jezerní stěnou stojí Téryho chata. Kotlina má samostatnou Dolinku pod Sedielkom.  

## Historie
Prvními známými lidmi, kteří 15. srpna 1793 vstoupili do kotliny byl anglický cestovatel Robert Townson s horským vůdcem. Horští vůdci Teodor Wundt a Jakub Horvay sem poprvé v zimě vystoupali 28. prosince 1891. 

## Turistika
Kotlina patří mezi nejnavštěvovanější doliny ve Vysokých Tatrách. Lákadlem je kromě pěší turistiky i horolezectví ( Žlutá stěna a Žlutá věž), ale i skialpinismus (Dolinka pod Sedielkom). Ubytovací a sociální služby poskytuje Téryho chata. Z přírodních krás nejvíce přitahuje Pět Spišských ples.

### Přístup
Východiskem do kotliny je Zamkovského chata, ke které se lze dostat z Hriebienka po červeném chodníku . Od Zamkovského chaty vede zelený chodník  mírným stoupáním až po Velký hang pod Prostredným hrotom, kde se stoupání zvyšuje a pokračuje až k Téryho chatě.
Od Téryho chaty pokračují dvě turistické stezky:
- zelená: je pokračováním chodníku od Zamkovského chaty. Pokračuje vedle Prostredného spišského plesa, přes Pfinnovu kopu do Dolinky pod Sedielkom, odkud prudce stoupá k Modrému plesu a následně přes sedlo Sedielko přechází do Zadní Javorové doliny a končí v obci Tatranská Javorina. Chodník je obousměrný.
- žlutá: kopíruje zelený chodník po Dolinky pod Sedielkom, odkud prudce stoupá k Priečnemu sedlu. V tomto úseku je nezbytné použít pomocné řetězy. Od Priečného sedla postupně klesá k Streleckým a Sivým plesům až k Zbojnické chatě. Chodník je jednosměrný! (Do Velké Studené doliny). [3]